# Station Watton-At-Stone
Watton-At-Stone is een spoorwegstation van National Rail in Watton-at-Stone, East Hertfordshire in Engeland. Het station is eigendom van Network Rail en wordt beheerd door Govia Thameslink Railway. Het station is geopend in 1924.